# Hypothecla honos
Hypothecla honos är en fjärilsart som beskrevs av De Nicéville 1898. Hypothecla honos ingår i släktet Hypothecla och familjen juvelvingar. Inga underarter finns listade i Catalogue of Life.